# Олаф V
О́лаф V (У́лаф; норв. Olaf V; 2 липня 1903 — 17 січня 1991) — король Норвегії від 1957 до 1991 року. Походив з норвезької гілки династії Глюксбургів.

## Життєпис

### Молоді роки
Був сином Гокона VII, короля Норвегії, і королеви Мод, дочки британського короля Едуарда VII. Народився в Аплтон-гаусі в маєтку Сандрингем, графство Норфолк (Велика Британія). До обрання королем Норвегії його батька 1905 року мав ім'я Олександр Едвард Христіан Фредерік.
Олаф став першим норвезьким королем, який від часів Середньовіччя виріс та отримав освіту в Норвегії. Спочатку він навчався при дворі, потім у звичайній школі. Після цього навчався в Голінг-школі в Осло, аналогу військової школи. Після закінчення навчання в Норвегії Олаф вступив в Оксфордський університет, де вивчав історію, економіку, право.
Водночас принц брав участь у декількох Олімпійських іграх. 1928 року виграв літню олімпіаду в Амстердамі з вітрильного спорту в класі 6-метрових яхт.

### Державна діяльність
У 30-х роках Олаф почав брати активну участь у державних справах. Допомагав своєму батькові з питань оборони й зміцнення збройних сил країни.
Після нападу Німеччини на Норвегію разом з батьком, урядом і армією відступив на північ. При обговоренні подальших кроків виступав на продовження боротьби на території країни. Він сам бажав залишитися в Норвегії, щоб очолити опір загарбникам, виступав проти евакуації в Англію, проте під тиском обставин і на вимогу уряду залишив країну.
Під час німецької окупації Норвегії Олаф жив у Великій Британії, Канаді, США. Тут він займався інспектуванням норвезької армії, яка евакуювалася на Британські острови. Тоді ж він потоваришував з президентом США Франкліном Рузвельтом. Протягом 1942 року виступав у США й Канаді з лекціями стосовно норвезького руху опору. 30 липня 1944 року Олафа призначено міністром оборони Норвегії. Цю посаду він займав до липня 1945 року.
Після звільнення Норвегії від німецьких військ Олаф першим з королівської родини повернувся в Норвегію — 13 травня 1945 року. Тут він займався роззброєнням німців, що залишилися в країні, очолював Протиповітряну оборону Норвегії.
Від 1955 року внаслідок тяжкої хвороби батька став регентом країни, яким залишався до 21 вересня 1957 року, коли батько, король Гокон VII, помер.

### Король Норвегії
Коронація Олафа V відбулася 22 червня 1958 року в Нідароському кафедральному собору в Тронгеймі. Своїм гаслом новий король обрав слова «Усе для Норвегії».
Олаф був дуже популярний серед норвежців. Його навіть прозвали «народним королем». Він їздив по країні без охорони чи якихось пільг. Під час енергетичної кризи, коли уряд жорстко обмежив користування автотранспортом, король Олаф їздив у своїх справах трамваєм.
Олаф V був прихильником конституційної монархії та демократичних свобод. Він намагався триматися осторонь політичної боротьби й партій. Тим не менш він досить часто виступав з гострих і найважливіших питань, а також приділяв увагу обороні країни.
1990 року король переніс інсульт, після чого вже не міг на належному рівні виконувати свої обов'язки. 17 січня 1991 року внаслідок інфаркту міокарда король Олаф V помер в Осло.

## Родина
Дружина — Марта Софія Луїза Дагмар Тюре Бернадот (1901—1954)
Діти:
- Рагнгільд (1930—2012);
- Астрід (1932);
- Гаральд (1937).